# 松井俊英
松井 俊英（まつい としひで、1978年4月19日 - ）は、日本の男子プロテニスプレーヤー。千葉県柏市出身。ATPランクの最高はシングルス261位、ダブルス121位。右利き、バックハンド・ストロークは片手打ち。

## 来歴
八千代松陰中学校から東京学館高等学校を経て、カナダのハイスクールに語学留学する。ブリガムヤング大学ハワイ校を卒業。2001年にプロに転向する。
2019年に41歳でATPランク600位タイに入り、「現役最年長ランカー」となった。
2023年8月のポルト・チャレンジャーダブルスで、上杉海斗とのペアで45歳でチャレンジャーツアー優勝を果たす。9月11日付のダブルスランキングで129位となり、5年ぶりに自己最高位を更新した。